# Gahaniella incerta
Gahaniella incerta är en stekelart som först beskrevs av Howard 1881.  Gahaniella incerta ingår i släktet Gahaniella och familjen sköldlussteklar. Inga underarter finns listade i Catalogue of Life.